# NGC 3191
NGC 3191 (còn được gọi là NGC 3192) là một thiên hà xoắn ốc có rào chắn trong chòm sao Ursa Major. Nó nằm ở khoảng cách khoảng 400 triệu năm ánh sáng từ Trái đất, với kích thước rõ ràng của nó, có nghĩa là NGC 3191 có chiều dài khoảng 115.000 năm ánh sáng. Thiên hà đã bị biến dạng và tương tác với một người bạn đồng hành 1,3 armin ở phía tây. Một cây cầu thủy triều cực kỳ xanh nằm giữa chúng.
Hai siêu tân tinh đã được quan sát thấy trong NGC 3191, SN 1988B và SN 2017egm. SN 1988B được phát hiện bởi P. Wild 10 "phía bắc trung tâm thiên hà. Vào ngày 18 tháng 1 và 21,85 UT, đó là lúc mag khoảng 15,5. Đó là một siêu tân tinh loại Ia. SN 2017egm được xác định là siêu tân tinh loại I. Nó là siêu tân tinh gần nhất thuộc loại này được quan sát và cũng là lần đầu tiên được tìm thấy trong một thiên hà xoắn ốc khổng lồ. Nó được phát hiện bởi vệ tinh Gaia vào ngày 23 tháng 5.